# 伊藤嘉博
伊藤 嘉博（いとう よしひろ、1953年 - ）は、日本の会計学者。早稲田大学商学学術院教授。デミング賞文献賞、原価計算研究学会賞受賞。

## 人物・経歴
神奈川県生まれ。1978年学習院大学経済学部経営学科卒業。1981年横浜市立大学大学院経営学研究科修士課程修了、経営学修士。1984年早稲田大学大学院商学研究科博士後期課程単位満了任意退学、城西大学経済学部専任講師。
1988年成蹊大学経済学部助教授。1994年成蹊大学経済学部教授。1999年日経品質管理文献賞（デミング賞文献賞）、原価計算研究学会賞受賞。
2000年上智大学経済学部教授、博士（商学）。2002年神戸大学大学院経営学研究科教授。2004年徳島県経営品質賞判定委員会委員長。2005年早稲田大学商学学術院教授、産業経理協会評議員。2009年金融庁公認会計士試験試験委員。

## 著書
- 『損益分岐点のすべてがわかる本。』総合法令 1993年
- 『企業のグローバル化と管理会計』（編著）中央経済社 1995年
- 『品質コストマネジメント : 品質管理と原価管理の融合』中央経済社 1999年
- 『管理会計のパースペクティブ』上智大学出版会 2001年
- 『バランスト・スコアカード : 理論と導入』（清水孝, 長谷川惠一と共著）ダイヤモンド社 2001年
- 『ネオ・バランスト・スコアカード経営』（小林啓孝と共編著）中央経済社 2001年
- 『環境を重視する品質コストマネジメント』中央経済社 2001年
- 『コストマネジメント入門』日本経済新聞社 2001年
- 『バランスト・スコアカード実践ガイド : 世界標準の戦略マネジメントツール』（編著）日科技連出版社 2003年
- 『品質コストマネジメントシステムの構築と戦略的運用』日科技連出版社 2005年
- 『スタンダード管理会計』（小林啓孝, 清水孝, 長谷川惠一と共著）東洋経済新報社 2009年
- 『サービス・リエンジニアリング : 顧客の感動を呼ぶホスピタリティを低コストで実現する』（編著）中央経済社 2016年
- 『異論・正論管理会計』（目時壮浩と共著）中央経済社 2021年